# 池本美香
池本 美香（いけもと みか、1966年5月21日 - ）は、日本の社会学者である。日本総合研究所調査部主任研究員として、少子化にかかわる保育・教育政策、労働政策、社会保障などを専門に扱う。

## 略歴
1966年に神奈川県で生まれる。日本女子大学附属中学校・高等学校を経て、1989年に日本女子大学文学部英文学科を卒業後、三井銀行に入行する。三井銀総合研究所へ出向したのちに太陽神戸三井総合研究所、さくら総合研究所を経て、2001年に日本総合研究所調査部主任研究員となる。2000年に千葉大学大学院社会文化科学研究科博士課程を修了した。

## 著作
- 『失われる子育ての時間―少子化社会脱出への道』（単著、2003年、勁草書房）